# 馬丁·克米
马丁·克里斯托弗·克米一级军士（英語：First Sergeant Martin Christopher Keamy）是美国广播公司电视剧中的虚构人物，曾在第4和第6季出场，由凯文·杜兰扮演。克米在第4季第5集首度亮相，是“卡哈纳号”（Kahana）货轮上的一员，该船停在太平洋某个岛屿附近，《迷失》的绝大部分情节都是在岛上展开。克米是第4季后半季的主要反派人物，他带领亿万富豪查尔斯·威德摩尔聘请的雇佣兵队伍前往岛屿，主要任务是抓住与威德摩尔为敌的本杰明·莱纳斯，然后放火烧岛。
据《迷失》的编剧介绍，本剧中的绝大多数人物往往亦正亦邪，但克米并非如此，观众从他身上只能看到邪恶。《迷失》的剧集运作人看过杜兰在2007年电影《决斗犹马镇》中的演出后主动同他联系，杜兰参与试镜时也像节目的其他演员一样不知道自己将要出演什么样的人物。杜兰在第4季中一共客串出演了9集，这些节目对他抵达岛上前的经历语焉不详，杜兰认为这正是观众极易倾向于讨厌这个恶棍般人物的重要原因。多位评论家对编剧打破常规、为节目创作出看起来似乎没心没肺的人物称颂有加，杜兰的戏份及表演同样赢得赞誉，克米一角之后还在最终季两度亮相。

## 剧情线索
马丁·克米来自美国内华达州拉斯维加斯，曾于1996至2001年在美国海军陆战队服役，以一级军士军衔光荣退役。《迷失》的剧情从2004年开始，此前3年间，克米在乌干达同多个雇佣兵组织合作。2004年秋，亿万富豪查尔斯·威德摩尔（Charles Widmore）高薪聘请包括克米在内的多人组成小队，经货轮和直升机抵达太平洋上某个不知名的小岛，任务是捉住威德摩尔的敌人本杰明·莱纳斯（迈克尔·爱默生饰），然后放火烧掉岛屿，杀害岛上所有的人，包括2004年9月22日海洋航空815航班坠机后流落岛上的40余名幸存者，以及之前就已经在岛上生活，行事隐秘的“其他人”。
12月6至10日间的某天，克米在斐济苏瓦登上“卡哈纳号”（Kahana）货轮。12月25日晚，法兰克·莱帕达斯（杰夫·法赫饰）驾驶直升机将雇佣兵队伍带到岛上，队伍中除克米外，还有奥马尔（Omar，安东尼·阿吉吉饰）、拉科（Lacour）、科科尔（Kocol）、雷德芬（Redfern）和梅修（Mayhew）5人。12月27日，雇佣兵在丛林中对岛上多人发动突袭，本的养女艾莉克斯（坦妮娅·雷蒙德饰）被擒，她的男友卡尔（布莱克·巴绍夫饰）和母亲达妮艾尔·卢梭（米拉·福兰饰）都被杀害。克米等人接下来潜入本所在的兵营，不但炸毁了815航班幸存者克莱尔·李特顿（艾蜜莉·迪瑞文饰）所住的房子，还枪杀了另外3名幸存者（由临时演员出演）。克米以杀害艾莉克斯威胁本主动投降，但本觉得对方没这个胆量，所以拒绝投降，克米于是当场枪杀艾莉克斯。震惊之下，本召唤出岛上的“黑烟”怪物来报复，黑烟向雇佣兵攻击，马修当场丧命。
返回货轮后，克米发现混到船上的迈克尔·道森（哈罗德·佩里诺饰）其实是本派来的间谍，但却失手令其逃得性命。克米接下来从保险柜里找到“后备计划”，其中有威德摩尔有关寻找本的指令。威德摩尔后备指令中称，本有可能知道克米一行会要烧掉这座岛，杀害岛上所有的人，事实上本也的确预料到这点。指令内还详细介绍之前由达摩计划科学家运作、建于20世纪80年代的“兰花”（Orchid）科研工作站。船长高尔特（Gault）告诉克米，受到黑烟攻击的雇佣兵可能都会串上某种心理疾病，但克米对此嗤之以鼻。当天傍晚，奥马尔在克米身上装上驾驶失知制动装置，如果克米的心脏停止跳动，货轮上的C4炸药就会引爆。当晚，弗兰克拒绝再度驾机把雇佣兵送到岛上。对峙之下，克米先是割断船医雷（Ray，马克·万恩饰）的喉咙并将他推下大海，之后又开枪打死船长高尔特，弗兰克于是驾机把余下的5名雇佣兵送到岛上。12月30日，克米等人在兰花站捉到本并带他前去搭乘直升机，但被815航班幸存者凯特·奥斯顿（伊万杰琳·莉莉饰）、萨伊德·贾拉（纳威恩·安德利维斯饰），以及本的手下（即815航班幸存者口中的“其他人”）伏击，大部分雇佣兵丧生。经过又一轮追逐和搏斗，理查德·阿尔珀特（Richard Alpert，内斯特·卡博内尔饰）从背后开枪打中克米，然后和他人一起离开，但众人都没想到克米身上穿有防弹背心，所以并未丧命。之后，克米乘电梯潜入兰花站的地下层，试图找到藏在暗处的本。为了引出目标，克米提起亚莉克斯的死，嘲笑本连女儿也不救。本愤怒之下突然发动攻击，用警棍打得对手毫无还手之力，然后又反复用刀刺进克米的喉咙。为避免货轮上的人无辜丧命，约翰·洛克尝试急救，但还是回天乏术，驾驶失知制动装置在克米死亡时激活，货轮被炸毁，船上人员全部遇难。
到了来生，克米同白善华（金仑珍饰）的父亲白先生有生意往来。白先生派权真秀（金大贤饰）前往洛杉矶，给克米送去一块手表和2万5000美元，打算让克米杀害权真秀。没想到这笔钱被机场海关没收，克米之后也没能找到并对此深感失望。他把权真秀带到一家餐馆并绑在冰箱上，不久后，他的心腹奥马尔抓到萨伊德并将之带到同一家餐馆。克米告诉萨伊德，他的弟弟是因借钱不还被杀，并威胁要杀害萨伊德全家，萨伊德之后用枪打中克米的胸口，估计已将他打死。

## 性格特征
《迷失》剧组在为克米一角挑选演员期间称他是个快30岁的军人，不会质疑上级的任何命令。网站的克里斯·卡拉波特（Chris Carabott）表示，《迷失》中有许多亦正亦邪的复杂人物，但克米却显然不是这样，服役海军陆战队的经历决定他从心态上就与众不同。他的团队不但拥有体能上的优势，而且依靠威德摩尔先生的帮助，他们在战术方面也占尽先机。克米就是头斗牛犬，被扔进装满猫咪的笼子里，其中或许只有萨伊德才不至同他在实力上有如此之大的悬殊。杰伊·格拉特菲尔特（Jay Glatfelter）在《赫芬顿邮报》撰文，称“克米是个疯子！……在岛上所有的坏人里（无论过去、现在还是未来），他的危险程度都无疑是空前绝后的。这并不单只是因为他虎背熊腰的个头，或是各种武器装备，而是因为他动不动就要杀人。对于《迷失》中的人物来说，这可不是什么好兆头。”《迷失》的节目运作人、编剧兼执行制作人卡尔顿·库斯表示，他和其他编剧之所以为剧集创作那么多“亦正亦邪的复杂人物”是因为，他们都对探讨同一个人身上到底可以同时包含多少善良和邪恶很感兴趣，同时大家也都对战胜灵魂黑暗面这种设定很有兴趣。不过，库斯之后还称，克米知道自己是坏人，但一定程度上来说，这也是他的工作决定的。戴蒙·林道夫则表示，克米身上最显著的特点在于，他一定程度上就象是个冷酷无情的幸存者。林道夫以第4季最终集《最美是家》（There's No Place Like Home）为例，剧中克米毫不犹豫地把他人扔过来的手榴弹踢向队友奥马尔所站的位置。显然在他眼里，奥马尔是完全可以牺牲掉的。根据《迷失：第四季完整收录——加长版体验》套装中的花絮内容，克米喜欢“重型武器”和“强身健体”，不喜欢“谈判”和“医生”。

## 选角和演出
2007年9月7日，1957年电影《决斗尤玛镇》（3:10 to Yuma）的重拍片正式上映。《迷失》的剧集运作人、首席编剧、主创人兼执行制作人戴蒙·林道夫对电影中凯文·杜兰诠释的配角塔克（Tucker）感到非常满意，以致有意请他参演《迷失》。电视剧的选角导演请杜兰看过新角色克米的1页台词，杜兰接受邀请后赶往夏威夷州檀香山，《迷失》就是在这里取景。杜兰是加拿大安大略桑德贝人士，曾是即兴喜剧演员兼说唱歌手，艺名叫“科维·”。获聘出演前，他一共只看过6集《迷失》。参与拍摄期间，杜兰对节目的剧情感到难以理解，对此他一度表示：“我啥都不想知道，也不想同任何人建立关系。我很高兴自己做到了这点，但现在，既然成了它（指电视剧）的一部分，我就要把它全看完。”杜兰还称赞节目剧本、剧组成员和其他演员的表现，对能够出演体型上同自己类似的人物感到高兴，此前他虽然出演过多个角色，但还没有过在街头被观众认出的经历。
编剧一直没有直接告知杜兰整个人物的剧情走向，他只能通过新拿到的角本来了解克米在剧情中的份量。在这样的情况下，得知克米会在《未来世界》中第3度出镜并杀害艾莉克斯后，杜兰非常激动，自称就像“走进糖果店的孩子”。他还表示，自己一直都不知道下集的剧集走向，每一集的剧本都要很晚才到手，所以一切都显得非常隐秘，需要演员尽快入戏。面对这样的挑战，他感到非常激动。杜兰起初曾在街头遇到对他的演出不满的剧迷，对此他一度为角色辩护，称克米是因本在协商过程中拒不配合才杀害亚莉克斯，她的死更多来说应该是本的过错。过了一段时间后，剧迷对克米的感观逐渐升温。虽然角色人气急升，还拥有规模逐渐膨胀的粉丝团，但在杜兰看来，剧迷显然希望克米像之前编剧承诺的那样死去，以此作为第4季大结局的压轴戏码。虽然克米一共有在9集《迷失》中出镜，但始终没有任何一集通过闪回镜头介绍他的背景，在杜兰看来，这正是观众极易反感这个人物的重要原因，据他所说，观众每次看到杜兰时，他几乎都是在执行任务，所以他们肯定就想他赶快翘辫子。杜兰还在第4季结束后表示，如果克米在第5季回归，他也不会觉得有多意外，还称赞《迷失》是非常有趣的节目，今后如果有任何能带给他类似经历的机遇，他都不会错过。
克米一角之后在第6集的《日落》（Sundown）和《包裹》（The Package）中两度通过闪回剧情回归，在2004年9月的平行时间轴中与白善华的父亲白先生合作，企图在白善华的新婚丈夫权真秀抵达洛杉矶后将其杀害。克米还曾与同伙奥马尔向萨伊德的兄弟勒索钱财，为此双双被萨伊德枪杀，权真秀因此获救。

## 反响
多名职业电视评论家对马丁·克米一角颇为称颂。杰夫·詹森（Jeff Jensen）在《娱乐周刊》撰文，称杜兰是第4季的新亮点，他扮演的雇佣兵非常抢戏，融胁迫感和破坏力于一身。约翰逊随后选出他眼中第4季最精彩的15个瞬间，但《纽约邮报》的贾雷特·威斯尔曼（Jarett Wieselman）显然对其中没有克米大感不平，“没办法，我一定得抱怨一把，《娱乐周刊》上居然有如此明显的疏漏，连马丁·克米都没有。”威斯尔曼表示，他在第4季里一直很喜欢这个角色，虽然人物强壮的体型无疑加分不少，但他对之存在的好感并不仅仅是建立在外表上。《明星纪事报》（The Star-Ledger）的艾伦·塞平沃尔（Alan Sepinwall）回忆，虽然只出演1季，演出集数也不多，但凯文·杜兰饰演的克米无疑给观众留下深刻印象。或者许多男演员的肌肉都不比他逊色，但这种让人觉得危险（或是精神错乱）的特质却是无法在健身房里练出来的。网站的克里斯·卡拉波特认为，《迷失》的第4季有众多引人注目的新亮点，克米便是其中之一，同时对于整个《迷失》的世界来说，他也是值得欢迎的人物。莫琳·瑞恩（Maureen Ryan）在《芝加哥论坛报》撰文，称克米“魅力十足”，与《迷失》的众多面孔相比，她对他的一切更感兴趣。出于认同，《电视指南》专栏作家布鲁斯·弗里茨（Bruce Fretts）将一份读者评论通过每周专栏公布，这位昵称（意为“女猎人”）的读者认为，杜兰对克米的诠释“令人不寒而栗”，人们要么爱他、要么恨他，但都无法保持中立，这正是恶棍型人物精湛演绎的标志。甚至摄影机镜头似乎都对杜兰青眼相看，仅仅通过一个眼神或是头部的倾斜动作，他就能让人感觉到恶意。在这位读者看来，杜兰的事业应当凭借这个角色得到飞跃。克米的剧情以人物死亡告终后，《今日美国》的惠特尼·马西森（Whitney Matheson）声称，克米一定程度上已经演变成拥有相当数量追随者的邪教人物。2008年6月上旬，“克米乐园”（Keamy's Paradise）搞笑博客上线，其中包含多张经数字化手段编辑过的照片、海报及其它艺术作品。。美国在线电视小队的鲍勃·撒森（Bob Sassone）认为“克米乐园”创意十足，而且非常有趣，在他看来，克米仿佛“《迷失》中的波巴·费特”。2009年，凯文·杜兰获土星奖电视剧最佳客串演员奖提名。
评论界对克米一角的死褒贬不一。网站的克里斯汀·多斯·桑托斯（Kristin Dos Santos）认为剧中克米徒劳地向萨伊德打听其他815航班幸存者下落，以便前去将他们杀害的情节非常愚蠢。不过，她觉得克米的体型很有魅力，虽然他处决亚莉克斯的恶行必然遭到可怕的报复，但“他无疑也是个肌肉发达的小伙子”。《赫芬顿邮报》的杰伊·格拉特菲尔特则对克米的死法有不同意见，称最好是让他被赫利所开的达摩计划大客车辗死，暗指《迷失》第3季最终集《透过窥镜》中的一个镜头。网站的丹·康波拉（Dan Compora）则抱怨克米“死得太慢”，虽然他身上穿有防弹衣，但这还是有点缺乏新意。美国在线电视小队的艾琳·马特尔（Erin Martell）在对第4季最终集《最美是家》撰写的评论中表示，她对克米一角的结局感到失望，称“性感男人的死总是让人难受，凯文·杜兰在角色演绎上表现非常突出……我们会想他的。”马特尔之后又在《〈迷失〉第4季亮点》（Lost Season Four Highlights）一文中指出，杜兰的精彩演出令人感到特别值得一看，还称观众都知道威德摩尔是大反派，但实际上却是克米成了岛上邪恶一面的代言人。